# Менард (округ, Іллінойс)
Шаблон:StateAbbr_ 40°02′ пн. ш. 89°48′ зх. д. / 40.03° пн. ш. 89.8° зх. д.
Округ  Менард (англ. Menard County) — округ (графство) у штаті  Іллінойс, США. Ідентифікатор округу 17129.

## Історія
Округ утворений 1839 року.

## Демографія
За даними перепису 
2000 року 
загальне населення округу становило 12486 осіб, зокрема міського населення було 3099, а сільського — 9387.
Серед мешканців округу чоловіків було 6122, а жінок — 6364. В окрузі було 4873 домогосподарства, 3550 родин, які мешкали в 5285 будинках.
Середній розмір родини становив 2,99.
Віковий розподіл населення поданий у таблиці:
| Стать    | До 15 років | 15-21 | 22-29 | 30-39 | 40-49 | 50-65 | 65-85 | Понад 85 |
| -------- | ----------- | ----- | ----- | ----- | ----- | ----- | ----- | -------- |
| Чоловіки | 1413        | 614   | 424   | 935   | 988   | 1065  | 612   | 71       |
| Жінки    | 1274        | 567   | 443   | 1008  | 1035  | 1075  | 777   | 185      |

## Суміжні округи
- Мейсон — північ
- Лоґан — схід
- Сенґамон — південь
- Кесс — захід

## Виноски
1. ↑  US Decennial Census. US Census Bureau. Архів оригіналу за 4 квітня 2018. Процитовано 7 липня 2014.
2. ↑  Historical Census Browser. University of Virginia Library. Архів оригіналу за 1 вересня 2019. Процитовано 7 липня 2014.
3. ↑  Population of Counties by Decennial Census: 1900 to 1990. US Census Bureau. Архів оригіналу за 24 квітня 2014. Процитовано 7 липня 2014.
4. ↑  Census 2000 PHC-T-4. Ranking Tables for Counties: 1990 and 2000 (PDF). US Census Bureau. Архів оригіналу (PDF) за 6 вересня 2019. Процитовано 7 липня 2014.
5. ↑  State & County QuickFacts. US Census Bureau. Архів оригіналу за 7 червня 2011. Процитовано 7 липня 2014.(англ.) Наведено за англійською вікіпедією.
6. ↑  American FactFinder. Бюро перепису населення США. Архів оригіналу за 26 лютого 2012. Процитовано 31 січня 2008.

| США | Це незавершена стаття з географії США. Ви можете допомогти проєкту, виправивши або дописавши її. |